# Lissonota compar
Lissonota compar là một loài tò vò trong họ Ichneumonidae.